# 特魯斯頓號驅逐艦 (DDG-103)
特魯斯頓號驅逐艦(英語：USS Truxtun）是美國海軍以湯馬士·特魯斯頓命名的一艘阿利·伯克級驅逐艦。本艦是第六艘以特魯斯頓命名的艦艇。

## 服役
2011年，特魯斯頓號被派去波斯湾參與持久自由行動。
2012年，特魯斯頓號加裝了混合動力驅動裝置（Hybrid Electric Drive，簡稱HED）。特魯斯頓號是唯一一艘有HED的伯克級驅逐艦。
2014年，特魯斯頓號被派到黑海與保加利亞海軍和羅馬尼亞海軍一起進行訓練。
2020年，特魯斯頓號作為德懷特·D·艾森豪號航空母艦航母打擊群的一員參與了近七個月不靠港的部署。
2023年，特魯斯頓號被派去苏丹協助撤僑。
2024年6月12日，特魯斯頓號、唐纳德·库克号驱逐舰、德爾伯特·D·布萊克號、斯通號巡邏艦和一架P-8波賽頓海上巡邏機一起監視從佛羅里達附近經過的俄軍區艦隊。